# Iniciativa sociální obrany
Iniciativa sociální obrany byla nezávislá občanská iniciativa v Československu v 80. letech 20. století.
Vznikla 8. října 1988. Mezi zakladateli byli Stanislav Devátý, Olga Šulcová, Zdeněk Kulík a Jarmila Stibicová. Spolu s dalšími členy vydali téhož dne úvodní prohlášení.